# Waxenberg (Oberpfalz)
Waxenberg ist eine Gemarkung im Landkreis Straubing-Bogen und ein aufgelassener Weiler und ehemaliger Hauptort der bis 1946 bestehenden gleichnamigen Gemeinde in Bayern. Der abgegangene Ort wird als Bodendenkmal unter der Aktennummer D-3-6940-0125 im Bayernatlas als „Wüstung "Waxenberg"“ geführt. 
Die Gemarkung liegt heute ausschließlich im Gemeindegebiet von Wiesenfelden im Landkreis Straubing-Bogen. Der durch den Wegzug der letzten Bewohner im August 1906 aufgelassene Ort liegt heute im Gemeindegebiet der Stadt Wörth an der Donau auf der Gemarkung Hungersacker.

## Geographie

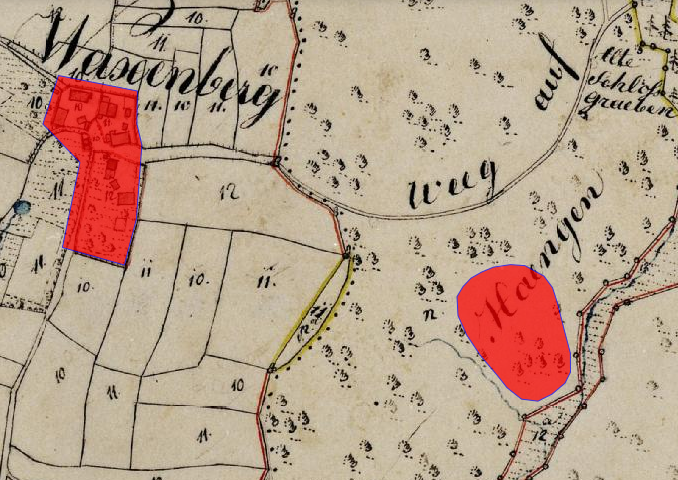
Lageplan der Wüstung Waxenberg und des Burgstalls Schlössels Urkataster von Bayern

Der Ort lag im Waxenberger Forst südlich einer Geländestufe des Rückens zwischen Waxenberger Bach und Großem Perlbach mittig zwischen dem Burgstall Alte Schlossgräben und dem Burgstall Schlössel.
Er gehörte zum Schulsprengel von Hofdorf, zur katholischen Pfarrei Pondorf und zuletzt zum Bezirk der Post in Wiesenfelden.

## Geschichte
Der Ort ist in einer Rodungsinsel im Waxenberger Forst entstanden. Im Jahr 1406 erhielt Jörg der Zenger aus einer Erbmasse Friedrichs des Kammerauers, Pfleger für die Burg Wörth, Waxenberg. In den nächsten 70 Jahren wechselte die Ortschaft fünfmal ihren Besitzer, bis sie 1480 zur Herrschaft Wörth kam; auch Weinbau wird genannt.

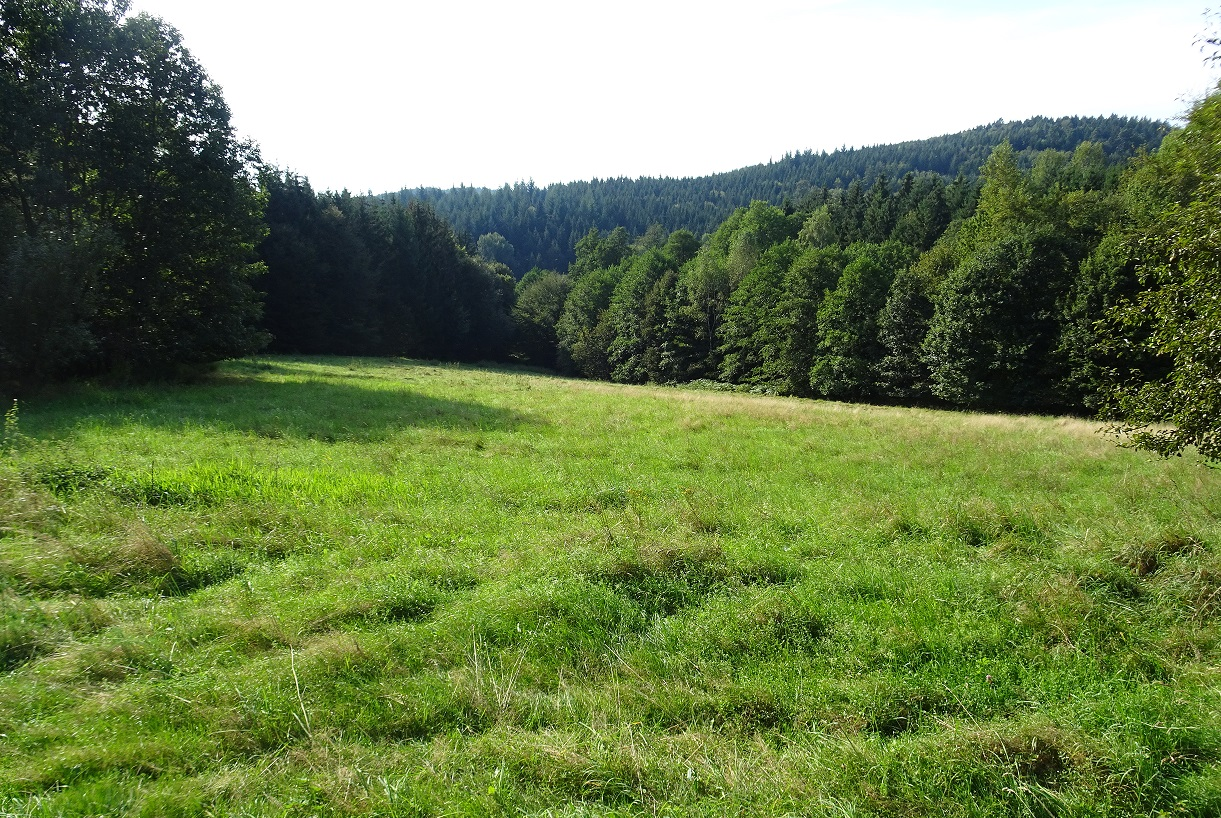
Lichtung Waxenberg
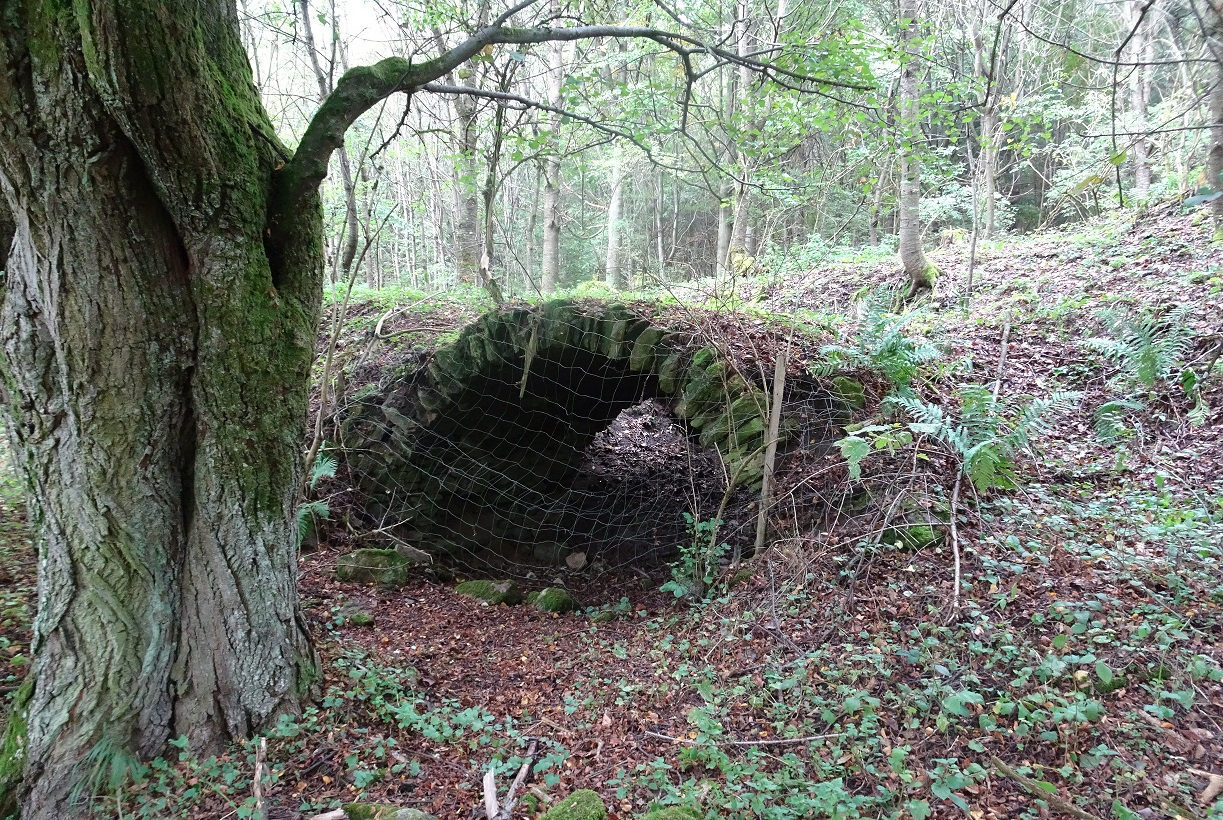
Letzte Kellerreste
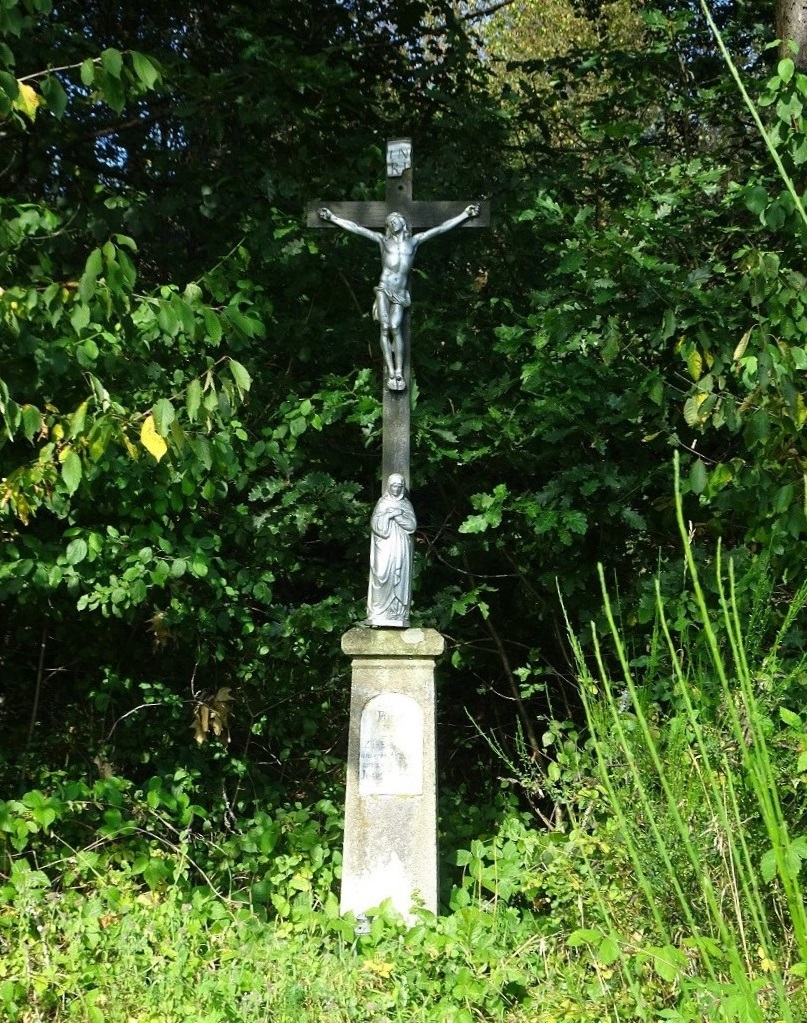
Erinnerungsmarterl
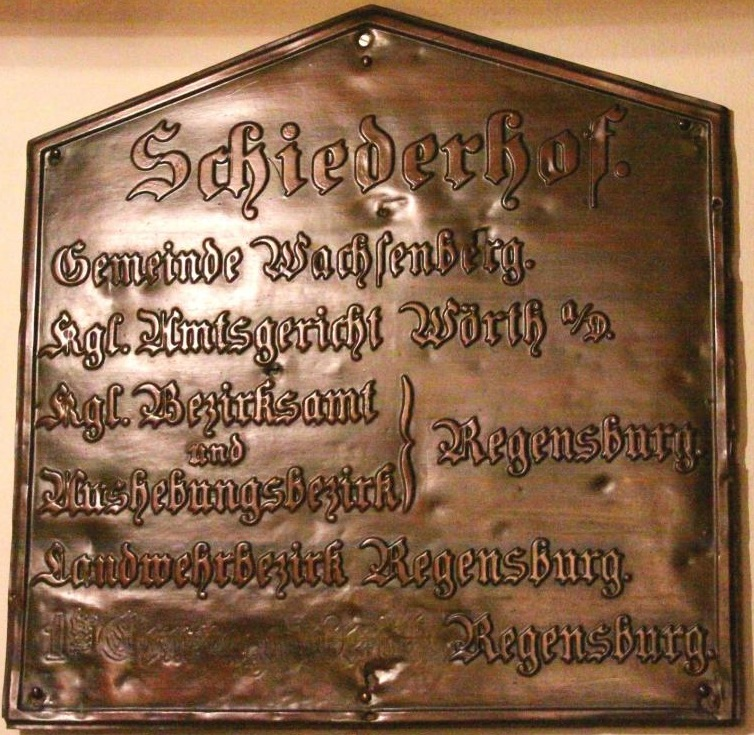
Gedenktafel ehem. Gemeinde Wachsenberg

Am 24. August 1906 zogen die letzten Bewohner von Waxenberg fort. Die schlechte wirtschaftliche Lage, der Auswanderungsdrang in die USA sowie Streitigkeiten unter den Einwohnern dürften maßgeblich zum Wegzug beigetragen haben. Die Ortschaft Waxenberg, die einmal zu den flächenmäßig größten Gemeinden in der Oberpfalz zählte, wurde planmäßig aufgegeben und die dazugehörige Ackerfläche aufgeforstet. Nach dem Abzug der letzten Familie wurde die Ortsbezeichnung Waxenberg in der Gemeinde Höhenberg in den 1930er Jahren aufgelassen. Eine Gedenktafel im Gasthaus "Schiederhof" bei Wiesenfelden erinnert bis heute an diese Gemeinde.

### Einwohnerentwicklung
- 1861: 00 19 Einwohner[4]
- 1871: 00 27 Einwohner[5]
- 1875: 00 29 Einwohner[6]
- 1885: 00 20 Einwohner[7]
- 1900: 00 24 Einwohner[1]
- 1925: 00 -- [8]

### Ehemalige Gemeinde
Die Gründung der Landgemeinde im Landgericht Wörth des Bezirksamts Regensburg erfolgte 1827/1828. Im Jahr 1861 bestand die Gemeinde aus den fünf Orten Aukenthal, Forstbrunn, Hub, Schiederhof und Waxenberg (Wachsenberg). Bis 1871 kamen die beiden Orte Breimbachmühle und Gartenroith hinzu. Im Jahr 1885 wurden zwei weitere Orte aufgeführt, Baumschule und Pflegerschläge. Zwischen 1885 und 1900 wechselte Gartenroith zur Gemeinde Hofdorf.
Die Gemeindefläche betrug ursprünglich rund 2600 Hektar und wurde 1900 um die Besitzungen des Fürsten von Thurn und Taxis reduziert, die gemeindefreies Gebiet wurden. Es verblieben etwa 645 Hektar Gemeindefläche.
Im Jahr 1925 wurden Waxenberg und Baumschule nicht mehr als Orte der Gemeinde geführt, der Name der Gemeinde blieb Waxenberg.
1946 wurde die Gemeinde Waxenberg aufgelöst, zur Gemeinde Höhenberg im oberpfälzer Landkreis Regensburg kamen Augenthal (Aukenthal), Forstbrunn, Hub, Pflegerschläge und Schiederhof, Breimbachmühle wurde nach Obermiethnach eingemeindet.
1972 wurde die Gemeinde Höhenberg einschließlich der Gemeindeteile der ehemaligen Gemeinde Waxenberg in den niederbayerischen Landkreis Straubing-Bogen umgegliedert und 1974 aufgelöst und nach Wiesenfelden eingemeindet.
Am 1. Juli 2000 wurde das gemeindefreie Gebiet Waxenberger Forst-West der Stadt Wörth an der Donau eingemeindet. → Artikel Liste der ehemaligen gemeindefreien Gebiete in Bayern.
Die drei Orte Baumschule, Pflegerschläge und Waxenberg der insgesamt neun Ortschaften im ehemaligen Gemeindebereich sind mittlerweile Wüstungen.

#### Einwohnerentwicklung Gemeinde Waxenberg
Ihre größte Einwohnerzahl hatte die Gemeinde im Jahr 1875 mit 131 Einwohnern. Davon lebten 29 im Hauptort Waxenberg, 8 in der Einöde Aukenthal, in Breimbachmühle 3, im Weiler Forstbrunn 36, Gartenroith hatte 3 Einwohner, die Einöde Hub 27, und der Weiler Schiederhof 25.